# Nelson-klass (slagskepp)
Nelson-klass var en brittisk fartygsklass bestående av två slagskepp, HMS Nelson och HMS Rodney, båda byggda 1925. Fartygen vägde 33 950 ton utan last och 38 000 ton fullastade. Längen var 216 meter, bredden 32 meter och den låg 9,6 meter djupt fullastad. Maskineriet bestod av Brown-Curtis turbiner som genererade 45 000 shp, två propellrar. Huvudbeväpningen var 3 X 3 406 mm kanoner och 6 x 2 152 mm kanoner.

## Fartyg

### HMSNelson(28)
Påbörjad: 28 december 1922, Sjösatt: 3 september 1925, Tagen i tjänst: 15 augusti 1927, Avrustad: februari 1948, Skrotad: 1949

HMS Nelson kölsträcktes den 22 december 1922 på Armstrong Whitworths varv i Newcastle upon Tyne och sjösattes den 3 september 1925.

### HMSRodney(29)
Påbörjad: 28 december 1922, Sjösatt: 17 december 1925, Tagen i tjänst: 7 december 1927, Avrustad: 1946, Skrotad: 1948

HMS Rodney kölsträcktes den 22 december 1922 på Cammell Lairds varv i Birkenhead och sjösattes den 17 december 1925. Hon fick sitt namn efter George Brydges Rodney.